# Jorge Glas
Jorge David Glas Espinel (Guayaquil, 13 de septiembre de 1969) es un ingeniero eléctrico y político ecuatoriano,quien posee doble nacionalidad ecuatoriana y alemana. Fue vicepresidente de la República del Ecuador desde el 24 de mayo de 2013 hasta el 6 de enero de 2018.
Fue elegido en las elecciones presidenciales de 2013 y reelegido en las elecciones presidenciales de 2017. Ha desempeñado varios cargos en el gobierno de Rafael Correa, entre los que figuran, presidente del Fondo de Solidaridad, ministro de Telecomunicaciones y Sociedad de la Información y ministro coordinador de Sectores Estratégicos.
El miércoles 13 de diciembre de 2017, Glas fue sentenciado por el delito de asociación ilícita en el caso de sobornos de la constructora Odebrecht y fue condenado a 6 años de prisión. Posteriormente fue reemplazado del cargo de vicepresidente luego de que se declaró su ausencia definitiva debido a que estuvo detenido durante más de noventa días por orden judicial dentro del proceso por asociación ilícita en el caso Odebrecht.
El 7 de abril de 2020, Glas fue sentenciado a 8 años de cárcel por la Sala Penal de la Corte Nacional de Justicia por ser coautor del delito de cohecho pasivo agravado. Fue acusado junto con Rafael Correa de liderar una estructura criminal que recibía pagos de contratistas privados a cambio de adjudicaciones en contratos del sector público. Durante su estadía en la cárcel fue objeto de torturas físicas y psicológicas por parte del gobierno ecuatoriano
El 5 de abril de 2024, fue detenido por policías ecuatorianos en la Embajada de México en Ecuador, donde se encontraba asilado. Los policías también agredieron al embajador mexicano, Roberto Canseco, y a varios trabajadores de la embajada. Tras el asalto, México anunció la ruptura de relaciones diplomáticas con el Gobierno ecuatoriano.
Según algunos analistas consideran que el caso contra Jorge Glas es un caso de guerra jurídica. Aunque para otros juristas y políticos, se trata de violaciones jurídicas mutuas entre México y Ecuador.

## Biografía
Nació el 13 de septiembre de 1969 en la ciudad de Guayaquil considerada la más poblada y capital financiera del país en una familia de clase media teniendo residencia en el centro de la urbe. Su abuelo paterno era un alemán de origen judío que llegó huyendo del nazismo al Ecuador como migrante, sus padres son Norma Espinel Aráuz y Jorge Glas Viejó, este último fue sentenciado por violación de una menor de edad y cumplía su sentencia en prisión, hasta el momento de su muerte. Los padres de Glas se separaron cuando él tenía 7 años. Es el mayor de tres hermanos, tuvo que trabajar desde su adolescencia para ayudar económicamente a su madre y mantener su hogar, debido a la ausencia y abandono por parte de su padre luego de su divorcio.
Realizó sus estudios primarios y secundarios en el Colegio Cristóbal Colón. En 1995, se enlistó como reservista militar para instalar redes de comunicación en la Amazonia ecuatoriana durante la Guerra del Cenepa.
Se unió como integrante fundador del grupo del Cristóbal Colón de los Boy Scouts de Guayaquil, donde conoció a Rafael Correa, quien era el dirigente de grupo, forjando una amistad duradera. En el año 2000 se casó con Cinthia Díaz Aveiga, con quien tiene dos hijos.
Su educación superior la realizó en la Escuela Superior Politécnica del Litoral, egresando como Ingeniero en Electricidad y Electrónica y graduándose en el 2008.
Durante su carrera universitaria trabajó en el canal de televisión TV Satelital, donde llegó a ser gerente y presentador de un programa de análisis económico y de opinión desde el año 2004 hasta su ingreso al gobierno del presidente ecuatoriano Rafael Correa en el 2007 como presidente del Fondo de Solidaridad.
Desde 2022, dada la situación legal póstuma del padre, Jorge Glas está legalmente obligado según las leyes de protección de Ecuador, a: junto con sus hermanos, Silvia y Antonio, reconocer la manutención de su hermano fruto del delito de su padre con la menor.

## Carrera política
Entró al gobierno de Rafael Correa en diciembre de 2006, cuando fue nombrado gerente del Fondo de Solidaridad. Entre las funciones que tenía a cargo estaban la reestructuración de Andinatel y Pacifictel, hoy convertidas en la Corporación Nacional de Telecomunicaciones. En 2009 fue Ministro de Telecomunicaciones, y en abril del 2010 asumió el Ministerio Coordinador de los Sectores Estratégicos hasta el 2013 en donde participó como candidato a la Vicepresidencia del Ecuador por el Movimiento Alianza PAIS en las elecciones presidenciales del 17 de febrero del mismo año, resultando ganador junto al candidato presidencial Rafael Correa Delgado.

### Fondo de Solidaridad
Fue presidente del Directorio y Gerente General del Fondo de Solidaridad (que coordinaba a las empresas eléctricas y telefónicas del país), desde el 2007 hasta agosto de 2009.
Como parte de esta transformación y basado en una clara visión del Presidente Rafael Correa, de recuperar la soberanía de los sectores estratégicos y ponerlos al servicio de todos los ecuatorianos, fusionó a las dos empresas telefónicas Andinatel S.A. y Pacifictel S.A. constituidas como sociedades anónimas, en anteriores gobiernos (como antesala de la transferencia de estas al sector privado): la Corporación Nacional de Telecomunicaciones, y en el sector eléctrico creó la Corporación Eléctrica del Ecuador y la Corporación Nacional de Electricidad, encargadas de la generación y transmisión de la electricidad, así como de la distribución del servicio. La visión: fortalecer la rectoría del estado en estos sectores y evitar los procesos de privatización que estaban encaminados desde años atrás, mediante la creación de empresas públicas eficientes y cohesionadas.

### Ministro de Estado
Telecomunicaciones y Sociedad de la Información
Desde agosto de 2009 hasta marzo de 2010, Jorge Glas Espinel se desempeñó como Ministro de Telecomunicaciones y de la Sociedad de la Información. Sus principales logros fueron ampliar significativamente la conectividad a internet por banda ancha, instalando más de 14.000 kilómetros de fibra óptica y conectando por primera vez a todas las provincias del país. Un agresivo programa de internet en escuelas públicas significó la conectividad gratuita a más de 4.000 establecimientos, así como la modernización del Registro Civil y Correos del Ecuador.
Coordinador de los Sectores Estratégicos
En abril de 2010 se lo nombró Ministro Coordinador de los Sectores Estratégicos, donde la recuperación de la rectoría y soberanía de los recursos estratégicos se plasmó también en políticas fuertes sobre hidrocarburos, recursos hídricos y minería. Desde ahí impulsó el cambio de la matriz energética del país, esto mediante la mayor inversión en el sector eléctrico de la historia ecuatoriana, con la ejecución simultánea de 12 proyectos de generación eléctrica. Algunos de los proyectos donde se trabajó con Odebrecht, son parte de la sentencia por sobornos, por lo cual, guarda prisión.
Desde este espacio, participó en la renegociación de los contratos hidrocarburíferos, mediante los cuales el Estado recuperó la soberanía sobre el petróleo e incrementó la renta petrolera nacional. Esta renegociación fue denunciada internacionalmente y el Ecuador tuvo que indemnizar a varias de las empresas, incluidas Conoco-Phillips y Perenco. En adición, la justicia ecuatoriana también lo encontró culpable de peculado en la asignación del campo petrolero Singue. Aunque ciertamente toda sentencia quedó insubsistente porque la Corte Nacional de Justicia declaró nulidad procesal de todo lo actuado.

## Vicepresidencia del Ecuador

### Periodo en la presidencia de Rafael Correa

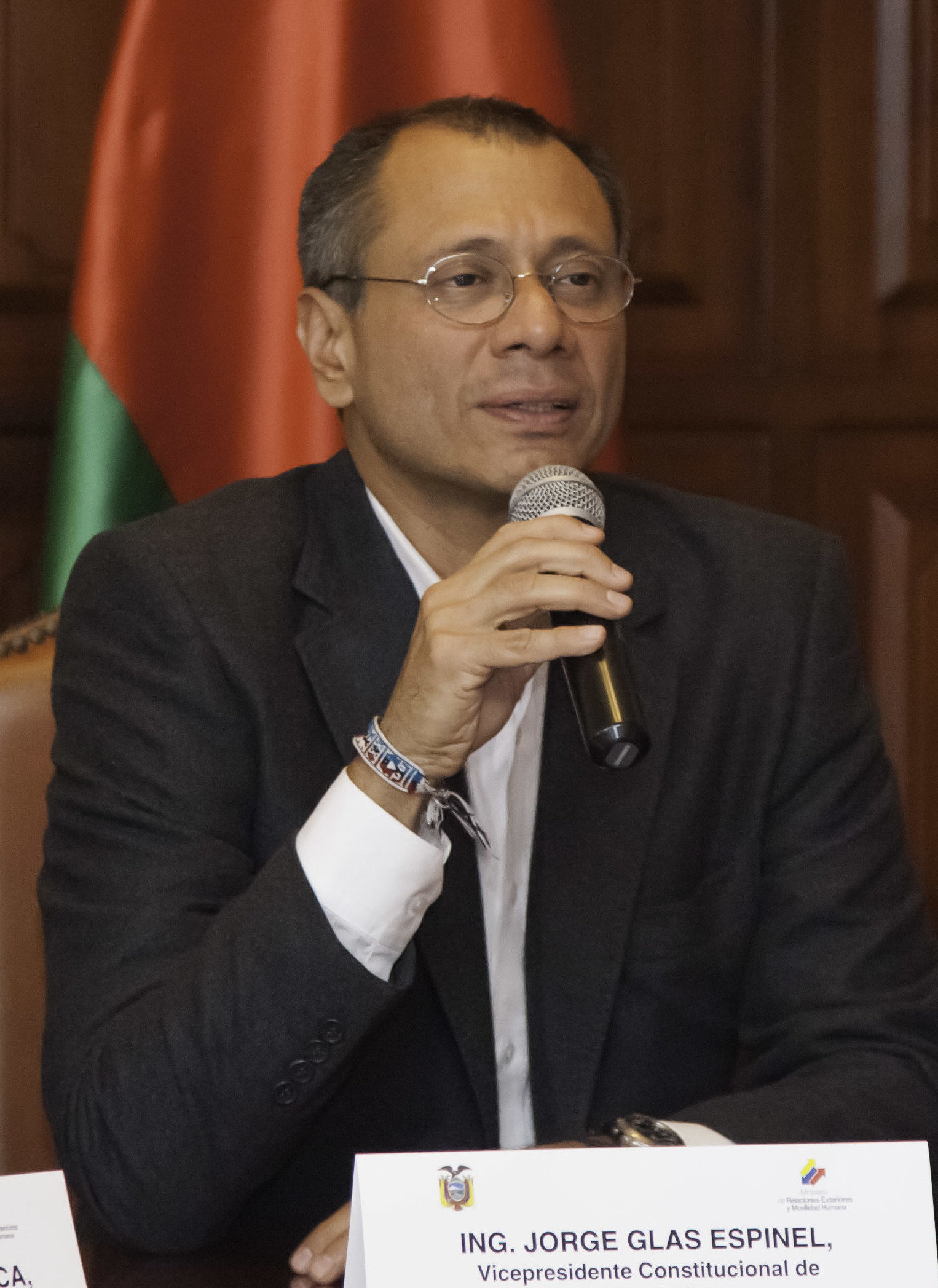
Jorge Glas en reunión con Cancilleres de Ecuador y Bielorrusia, Quito. 2014.

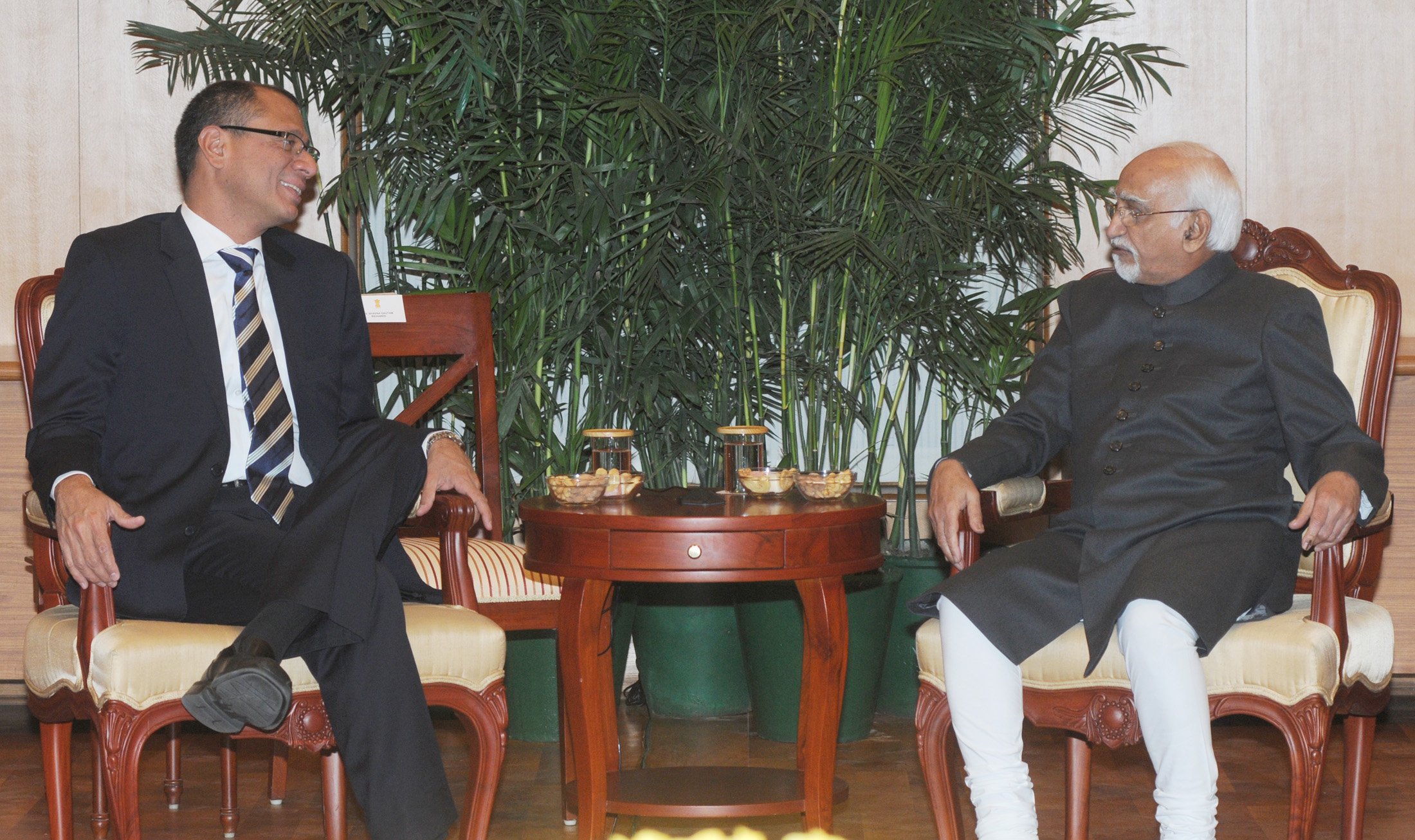
Jorge Glas, reunido con el Vicepresidente, Mohammad Hamid Ansari, en Nueva Delhi el 10 de diciembre de 2013.

Glas fue elegido el 17 de febrero de 2013 en las elecciones presidenciales de Ecuador de 2013 como binomio de Rafael Correa. La función principal otorgada por el presidente fue el cambio de la matriz productiva. Esto lo llevó a cabo en conjunto al cambio de la matriz energética. Además debió proyectar el trabajo de 2 ministerios coordinadores, que incluyen: Ministerio Coordinador de Sectores Estratégicos y Ministerio Coordinador de la Producción, Empleo y Competitividad. Tuvo a su mando la Secretaría Técnica del Comité Interinstitucional para el cambio de la Matriz Productiva y la Secretaría Técnica de Discapacidad, que fusionó el programa Joaquín Gallegos Lara y la Misión Solidaria Manuela Espejo, creados por su predecesor Lenín Moreno.

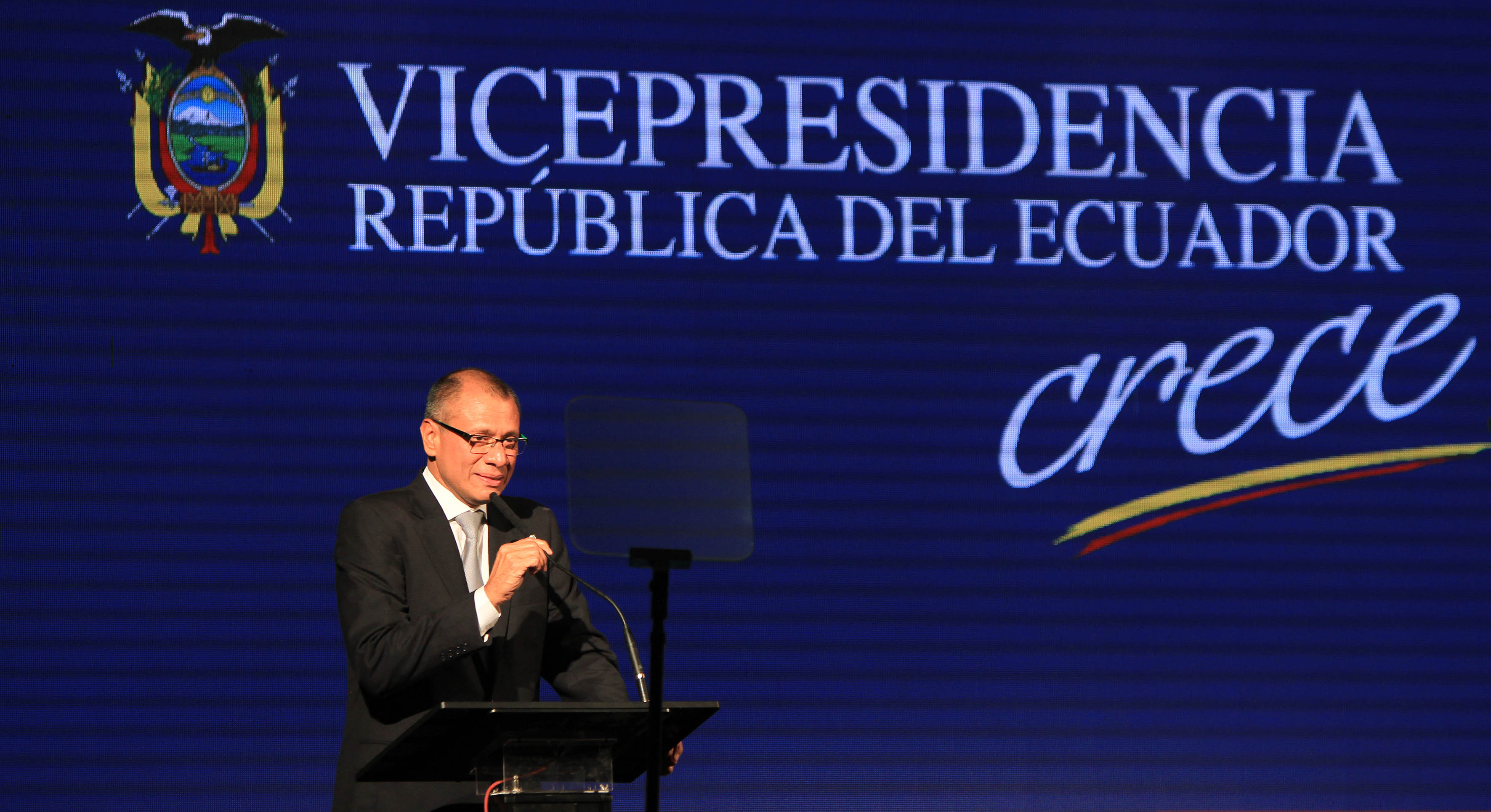
Jorge Glas participando de la inauguración del Encuentro Internacional de Inclusión Productiva, que se realizó en el Centro de Convenciones Simón Bolívar.

En su mandato, se culminó la construcción de la Hidroeléctrica de Mazar, que aprovecha el caudal del río Paute, además de otras represas e hidroeléctricas como el Bulu Bulu, la represa Multipropósito Chone. Se dio la construcción del proyecto Coca Codo Sinclair, inaugurada parcialmente en el 2016, además de la inauguración de la hidroeléctrica Sopladora en Azuay. Durante su mandato ocurrieron varios escándalos, recibió acusaciones de haber plagiado su tesis de grado, fue acusado de proteger a su padre, Jorge Glas Viejó, quien fue acusado y sentenciado a 20 años de cárcel por violación de una menor de edad, quien quedó embarazada, en la institución educativa de la cual era rector, negando esto Glas y recalcando que su padre abandonó a su familia cuando tenía siete años y que esta del lado de la ley. Glas fue acusado por casos de corrupción en el área petrolera y sectores estratégicos durante el gobierno de Correa.
Ante el Terremoto de Ecuador de 2016, el presidente Rafael Correa lo nombró como el presidente del comité de reconstrucción de la provincia de Manabí.

### Periodo en la presidencia de Lenín Moreno
Fue elegido como candidato a la vicepresidencia en la convención del movimiento Alianza País llevada a cabo el 1 de octubre de 2016, junto a Lenín Moreno como candidato presidencial para las Elecciones presidenciales de Ecuador de 2017. En enero y marzo del 2017 recibió licencia temporal por parte de la Asamblea Nacional para la campaña electoral, quedando encargada la vicepresidencia a Sandra Naranjo, secretaria nacional de Planificación y Desarrollo. Glas fue reelegido para continuar en el cargo de vicepresidente hasta 2021, junto a Moreno como Presidente de la República. Hasta su juicio en el año 2017 donde Jorge Glas cumplía su condena de seis años de prisión por asociación ilícita por el caso Odebrecht y ocho años más de prisión por el caso Singue que estudiaba la adjudicación y la explotación de un campo de extracción de petróleo en la Amazonía ecuatoriana en 2012, aunque todo lo actuado en el proceso fue declarado nulo, y toda sentencia quedó insubsistente por orden de la Corte Nacional de Justicia.

#### Inestabilidad política y acusaciones de corrupción
El 3 de agosto de 2017, el presidente Lenín Moreno le retiró a Glas todas las funciones oficiales a él asignadas, debido a las crecientes acusaciones de corrupción en su contra. En los medios de comunicación aparecieron audios filtrados entre el excontralor Carlos Pólit y ejecutivo de Odebrecht José Conceição, en los cuales se menciona al vicepresidente, afirmando Conceição que Glas solicitaba dinero para adjudicar contratos, respondiendo Glas ante esto que, la empresa busca inculparlo de crímenes por venganza por haberlos expulsado del país, lo cual hasta la fecha no ha sido probado. siendo llamado por la fiscalía previamente, a finales de julio, luego de que se revelara que un perito había omitido nombres y alterado audios que sirvieron como pruebas para las investigaciones del caso Odebrecht.

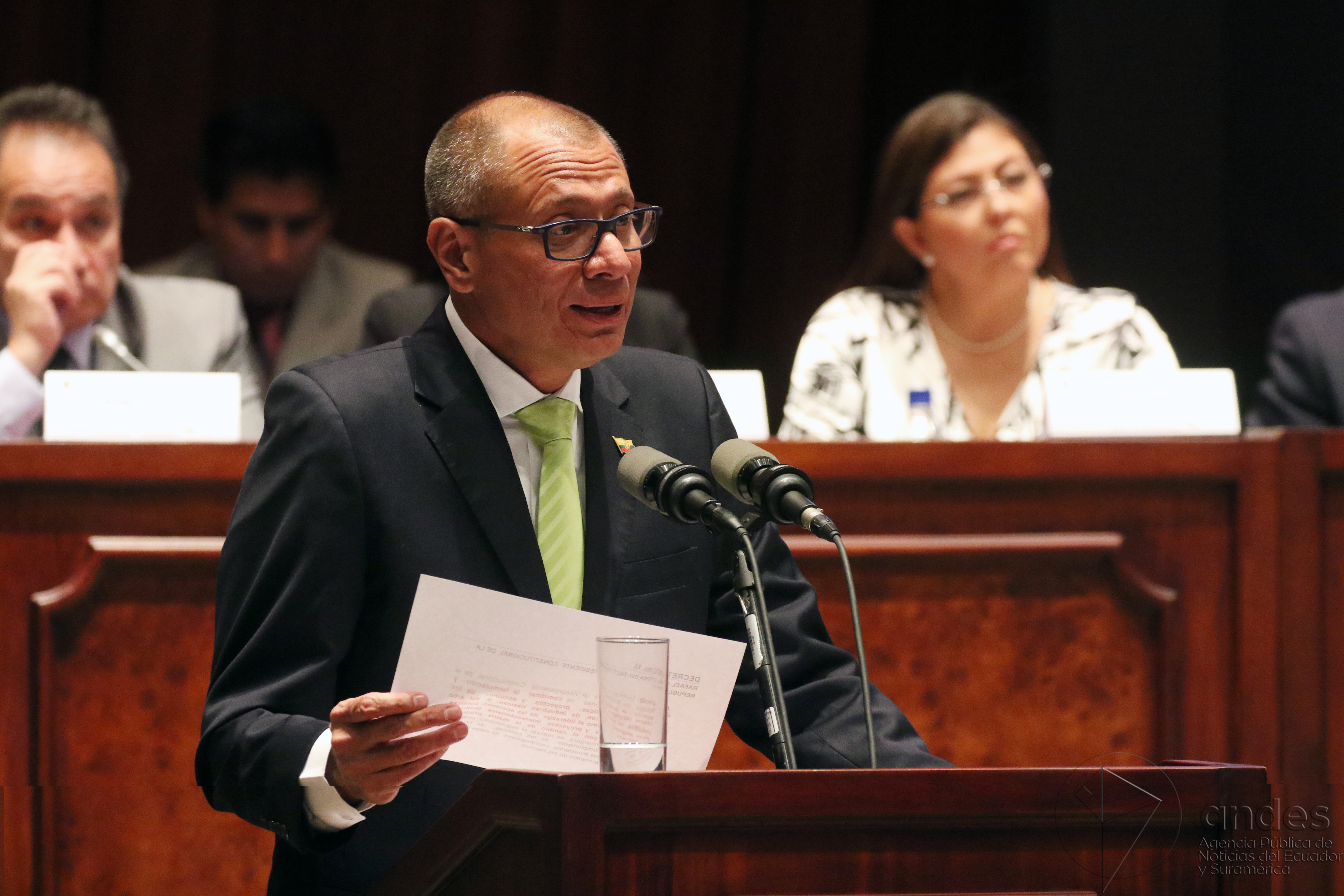
Jorge Glas durante su comparecencia ante la Comisión de Fiscalización de la Asamblea Nacional en junio de 2017, en el marco del caso Odebrecht.

El 3 de agosto, la Fiscalía General del Estado abrió un expediente judicial por irregularidades en la adjudicación del contrato de explotación petrolera del campo Singue en el 2011, estando implicado el vicepresidente Jorge Glas -quién entonces era Ministro Coordinador de Sectores Estratégicos-, Carlos Pareja Yannuzzelli y el ministro de Recursos Naturales no Renovables Wilson Pastor, indicando el fiscal general Baca que se investigará a los implicados por el delito de peculado.
El mismo día, el presidente Lenín Moreno mediante Decreto Ejecutivo n.º 100 le retiró las funciones que le fueron asignadas al iniciar su gobierno, posteriormente en la noche el diario brasileño O Globo en un artículo presentó documentos revelados por José Conceição, en los cuales este afirma que Odebrecht habría realizado el pago de más de 14 millones de dólares a Glas en sobornos entre el 2012 y 2016, teniendo audios y vídeos que supuestamente comprobarían sus acusaciones ya que en ellas aparecerían Glas y su tío Ricardo Rivera, que actualmente se encuentra bajo arresto por actos de corrupción.
El 21 de agosto de 2017 la Fiscalía pidió la vinculación de Glas en la investigación por asociación ilícita en el caso Odebrecht, debido a que se halló indicios de responsabilidad penal en su contra. La diligencia se podrá desarrollar tras la autorización de la Asamblea Nacional. Glas pidió a los asambleístas de su movimiento político que aprueben la autorización. La Asamblea Nacional autorizó el 25 de agosto de 2017 el procesamiento penal del vicepresidente Glas. La decisión se dio por unanimidad, con el voto afirmativo de los 128 asambleístas presentes, de los 137 que integran la Asamblea.
El 27 de septiembre, la Fiscalía presentó la declaración del delator de Odebrecht, José Conciencao Dos Santos, en la cual testificó que Jorge Glas recibió 1 millón de dólares de coimas para la campaña electoral del 2014, además que Glas había nombrado a su tío, Ricardo Rivera como intermediario entre él y la empresa para negociar la adjudicación de contratos de los sectores estratégicos, solicitando el 1.3% del costo del contrato como coima, diciendo que la empresa pagó más de 32 millones de dólares para obtener los contratos en los proyectos Poliducto Pascuales-Cuenca, hidroeléctrica Manduriacu, Trasvase Daule-Vinces, remoción de tierras en la Refinería del Pacífico y el Acueducto La Esperanza y que se entregó 10 millones al excontralor Carlos Pólit para el desvanecimiento de glosas y emitir informes favorables para la empresa.

#### Prisión preventiva
El 28 de septiembre de 2017 la Procuraduría General del Estado presentó una acusación contra 18 procesados por asociación ilícita en el caso Odebrecht, incluido el vicepresidente Jorge Glas. Posteriormente el 30 de septiembre de 2017 Glas presentó su renuncia como primer vicepresidente del movimiento PAIS para enfrentar los cargos que se le imputan, a los que considera una persecución política.
El 2 de octubre, el fiscal Carlos Baca Mancheno solicitó la prisión preventiva, la prohibición de enajenar bienes y el congelamiento de las cuentas bancarias para el vicepresidente Jorge Glas y su tío Ricardo Rivera, por riesgo de fuga y por encontrarse nuevos elementos de convicción en la investigación por asociación ilícita a Glas, y por violación del arresto domiciliario a Rivera. El fiscal anunció que con los nuevos elementos se abrió otra investigación por nuevos cargos, como lavado de activos, cohecho y concusión.
En la tarde del mismo día, el juez Miguel Jurado aceptó la petición de la Fiscalía y ordenó la prisión preventiva del vicepresidente Glas y de Ricardo Rivera. Glas fue trasladado en la noche a la Cárcel 4 de Quito, luego de que se entregó en su domicilio en Guayaquil, donde había permanecido todo el día. La vicepresidencia anunció que Glas utilizará sus días de vacaciones mientras dure la prisión preventiva en su contra, siendo estas 2 meses en total, manteniendo su escolta de seguridad en la cárcel al continuar como segundo mandatario en funciones. El presidente Lenín Moreno encargó el 4 de octubre la Vicepresidencia a María Alejandra Vicuña, ministra de Vivienda, mientras dure la ausencia temporal de Glas.

#### Notificación de destitución
El 27 de octubre de 2017, la Contraloría General del Estado notificó la destitución de Jorge Glas de su cargo como vicepresidente, debido a que concluyó el plazo para presentar descargos sobre su participación en la adjudicación del contrato de explotación petrolera del bloque Singue en la Amazonía. Contraloría había establecido irregularidades y violaciones legales en una contratación. La destitución fue notificada al presidente de la asamblea nacional, para que este tome las medidas pertinentes. El mismo día la Fiscalía General del Estado inició formalmente las investigaciones contra Glas por el delito de cohecho por las irregularidades en la contratación de obras a la empresa Odebrecht.
El 14 de noviembre de 2017 el juez Jurado acogió la acusación en el grado de "autor de asociación ilícita" en contra del vicepresidente Jorge Glas por el caso Odebrecht. Junto con Glas fueron llamados a juicio su tío Ricardo Rivera, al excontralor Carlos Pólit y 10 personas más. El juez acogió el dictamen abstentivo de la Fiscalía a favor de cuatro exfuncionarios de Odebrecht, entre ellos el delator José Conceição dos Santos, y descartó llamar al expresidente Rafael Correa y al procurador Diego García para testimoniar en este caso, bajo el argumento de que no tenían conocimiento ni presenciaron el hecho.

#### Ausencia definitiva y pérdida del cargo
El presidente Lenín Moreno anunció el 3 de enero del 2018 que a las 12:00 a. m. del mismo día, por cumplirse el plazo máximo de 90 días de falta temporal, estaría en ausencia definitiva. El 4 de enero la secretaria jurídica de la presidencia, Johana Pesántez, entregó la documentación correspondiente a la Asamblea Nacional para certificar la pérdida del cargo del Glas y además presentó la terna escogida por el presidente Lenín Moreno para la elección de la nueva vicepresidenta constitucional. El 6 de enero del 2018, la Asamblea con 70 votos a favor aprobó la ausencia definitiva de Glas y eligió a María Alejandra Vicuña como su sucesora.

#### Cárcel
El fiscal Carlos Baca pidió el 7 de diciembre de 2017, que Glas sea sancionado con la pena máxima por el delito de asociación ilícita en calidad de autor, dentro del juicio por el caso Odebrecht. Fiscalía se basó en el artículo 370 del Código Penal derogado, que fijaba un condena máxima de seis años de prisión por ese delito. Glas el 13 de diciembre del 2017 fue declarado culpable como autor de asociación ilícita, siendo condenado a 6 años de reclusión menor, además el tribunal de justicia declaró que la sentencia de Glas permite concluir la configuración de otros delitos como peculado, concusión, cohecho o enriquecimiento ilícito, y ordenó su inmediata investigación.
Durante su tiempo en prisión Jorge Glas ha sido objeto de torturas físicas y psicológicas por parte del estado.
El 10 de abril de 2022 Glas fue puesto en libertad condicional bajo la figura de Habeas corpus, el 20 de mayo de ese mismo año el Habeas Corpus otorgado a Glas fue revocado, lo que derivó en su recaptura. El 5 de agosto de 2022 Glas obtuvo una nueva resolución favorable para su liberación pero dicha resolución no fue cumplida y se revocó el 26 de agosto de ese año. El 28 de noviembre de 2022 volvió a ser puesto en libertad condicional.

#### Violencia de género
El 11 de octubre de 2023, Glas ha sido señalado por una exasesora de su despacho como acosador sexual. Esto después que se difundieron en las redes sociales varios audios en los que Jorge Glas, conversa con una mujer, quien es la que lo denuncia, esto por presunta intimidación.
La denunciante menciona que ha sido víctima de "actos intimidatorios verbales y psicológicos" por parte de él. Señala que mantuvo una relación laboral con Glas durante 17 años. De hecho, desempeñó diversos roles en la Vicepresidencia de la República, incluyendo el de asesora de despacho y directora de Disposiciones Presidenciales y Vicepresidenciales.
Ella menciona que los problemas con Glas surgieron en septiembre pasado, "después de que él se enterara de su relación sentimental con Ferdinan Álvarez", asambleísta de la bancada de la Revolución Ciudadana, quien iba a ser coordinador antes del conflicto.
Desde esa fecha, señala que ha sido víctima de "violencia psicológica y acoso sexual por parte de Jorge Glas". "Además, ha podido identificar las acciones de control y sometimiento que Jorge Glas ejercía hacia su persona, durante todos esos años, así como la constante amenaza de dejarle sin empleo".
También subraya que su vida privada no debe ser expuesta públicamente y que lo que está viviendo "no es una pugna de poderes ni un ataque político a la organización de la Revolución Ciudadana. Es violencia de género y no puede ser tolerada", es lo que ella afirmó.

#### Pérdida de Habeas Corpus
La defensa de Jorge Glas, acudió al recurso constitucional de Ecuador, del Habeas Corpus, dando como resultado el sábado 9 de abril de 2022, un fallo a su favor que podría dejarlo en libertad, aludiendo que su estado de salud, e integridad física, corrían peligro. El gobierno ecuatoriano reaccionó inmediatamente, dejando en claro que dispone su apelación. Para la mañana del domingo 10 de abril, el organismo encargado de la organización de los presos (SNAI) le otorgó su libertad. La apelación del habeas corpus se dio por parte de la Procuraduría General del Estado y el SNAI, el día 3 de mayo de 2022, y la audiencia se llevó a cabo el 18 de mayo, dando como fecha de resultado al término de 8 días. Sin embargo, el fallo fue concretado para el día 20 de mayo, dando como resultado la nulidad absoluta del proceso de Habeas Corpus, que permitía su libertad hasta el momento. Glas se comunicó con la policía nacional, y aludió que se entregaría, las autoridades esperan su llegada al Cuartel Modelo de Guayaquil.

#### Libertad
El 10 de abril de 2022, Glas obtuvo un habeas corpus que le otorgó la libertad durante un mes y once días. Sin embargo, esta medida fue posteriormente revocada y tuvo que regresar a un centro de detención. El habeas corpus fue concedido por el juez Diego Moscoso de Manglaralto, en Santa Elena. Posteriormente, jueces superiores anularon esta decisión y Moscoso fue detenido la semana siguiente "por el delito de Usurpación de Funciones", según el Ministerio del Interior, y destituido de su cargo meses después. La oposición ecuatoriana, por su parte, denunció la "injerencia" del Gobierno en la justicia del país después de haya impedido que se proceda a la excarcelación de Glas.
En enero de 2023, la jueza penitenciaria de Pichincha, Melissa Muñoz, atendiendo una figura que la defensa de Glas solicitó, acepta que la pena a cumplir sea de ocho años de cárcel. Esta decisión se basó en la consideración de que la condena de ocho años por el delito de cohecho pasivo agravado en el caso Sobornos 2012-2016 incluiría la pena de seis años por el delito de asociación ilícita vinculado a la trama de corrupción de la empresa brasileña Odebrecht en Ecuador.
A Glas le restan dos años de su condena. En la actualidad, se encuentra bajo una medida cautelar que le otorga una forma de libertad provisional. En lugar de estar en prisión, debe presentarse regularmente ante una autoridad judicial en la provincia del Guayas y se le prohíbe salir del país.

#### Estancia y detención en la Embajada de México
El 17 de diciembre de 2023 Glas ingreso a la Embajada de México en Ecuador en calidad de huésped alegando temor por su seguridad y libertad personal, poco antes se había liberado una orden de aprehensión en su contra como parte de una investigación reservada de la Fiscalía General del Estado, cinco días después Glas anunció que había solicitado asilo político al gobierno mexicano.
El 28 de diciembre de 2023 le fue revocada la libertad condicional y se dispuso su captura y regreso a prisión. El 5 de enero de 2024 se emitió una nueva orden de aprehensión en su contra por el supuesto mal manejo de recursos públicos en la contratación de obras de reconstrucción tras el terremoto de 2016. El 1 de marzo de 2024 el gobierno ecuatoriano solicitó permiso a su contraparte mexicana para ingresar a la embajada mexicana y poder arrestar a Glas, mismo que fue negado el día siguiente bajo el argumento de que, en caso de haberse otorgado, se hubiera violado la inmunidad diplomática de la embajada.
El 5 de abril de 2024, en medio de una crisis diplomática entre Ecuador y México, la Secretaría de Relaciones Exteriores anunció su decisión de otorgar el asilo político a Glas así como de solicitar el otorgamiento del respectivo salvoconducto a las autoridades ecuatorianas, decisión que fue calificada como «un acto ilícito» por parte del Ministerio de Relaciones Exteriores y Movilidad Humana además de señalar que no se otorgaría dicho salvoconducto. Más tarde ese mismo día la Policía Nacional del Ecuador irrumpió en la Embajada de México y arrestó a Glas, dicha irrupción derivó en el rompimiento de las relaciones diplomáticas entre ambos países. Tras su detención Glas fue trasladado a la Unidad de Flagrancia de Pichincha en Quito y al día siguiente fue enviado al Centro de Privación de Libertad Guayas N° 3 en Guayaquil. El 5 de enero de 2025, Jorge Glas fue evacuado de la cárcel La Roca de Guayaquil, luego de un presunto intento de asesinato en su contra.

## Sucesión
| Predecesor: Cargo creado                                                                   | Segundo Vicepresidente de Alianza País 1 de mayo de 2014 - 1 de mayo de 2017                               | Sucesor: Ricardo Patiño         |
| Predecesor: Lenín Moreno                                                                   | Primer Vicepresidente de Alianza País 1 de mayo de 2017 - 1 de octubre de 2017                             | Sucesor: María Alejandra Vicuña |
| Predecesor: Vinicio Alvarado (Ministro Coordinador de Producción, Empleo y Competitividad) | Coordinador del Consejo Sectorial de la Producción del Ecuador 14 de junio del 2017 - 3 de agosto del 2017 | Sucesor: Eva García Fabre       |